# 庫里利夫齊
49°10′12″N 27°59′15″E / 49.17000°N 27.98750°E
庫里利夫齊（烏克蘭語：Курилівці），是烏克蘭的村落，位於該國西南部文尼察州，由日梅林卡區負責管轄，面積2.03平方公里，海拔高度315米，2001年人口414，人口密度每平方公里203.84人。